# Trail-Orienteering-Weltmeisterschaften 2014
Die 11. Trail-Orienteering-Weltmeisterschaften fanden vom 5. bis 13. Juli in der norditalienischen Provinz Trentino parallel zu den Orientierungslauf-Weltmeisterschaften 2014 statt.

## Zeitplan
- 7. Juli 2014: TempO (Qualifikation in Alberé di Tenna und Finale in Levico Terme)
- 9. Juli 2014: PreO (Tag 1 in Malga Millegrobbe)
- 11. Juli 2014: PreO (Tag 2 in Campomuletto)
- 12. Juli 2014: PreO-Staffel (Demonstrationswettbewerb)

## Teilnehmende Nationen
Folgende Nationen nahmen an den 11. Trail-Orienteering-Weltmeisterschaften teil:
| - Belgien - Dänemark - Deutschland - Estland - Finnland - Hongkong | - Italien - Japan - Kroatien - Lettland - Litauen | - Niederlande - Norwegen - Portugal - Russland - Schweden | - Slowakei - Slowenien - Spanien - Südkorea - Tschechien | - Ukraine - Ungarn - Vereinigte Staaten - Vereinigtes Königreich - Volksrepublik China |

## PreO

### Paralympische Klasse
| Platz | Land | Athlet/in          | Punkte | Zeit  |
| ----- | ---- | ------------------ | ------ | ----- |
| 1     | SWE  | Michael Johansson  | 29     | 313   |
| 2     | SWE  | Ola Jansson        | 27     | 73,5  |
| 3     | GBR  | John Crosby        | 27     | 301,5 |
| 4     | CZE  | Pavel Dudík        | 25     | 101   |
| 5     | CRO  | Ivica Bertol       | 25     | 200   |
| 6     | CZE  | Bohuslav Hulka     | 25     | 250,5 |
| 7     | SWE  | Inga Gunnarsson    | 25     | 259,5 |
| 8     | RUS  | Marina Borisenkowa | 24     | 135   |

PreO: 9. und 11. Juli 2014

Ort: Malga Millegrobbe und Campomuletto

Posten: 19 + 20

Maximale Zeit: 120 s + 95 s

### Offene Klasse
| Platz | Land | Athlet/in            | Punkte | Zeit  |
| ----- | ---- | -------------------- | ------ | ----- |
| 1     | LAT  | Mankus Guntars       | 30     | 256   |
| 2     | SWE  | Marit Wiksell        | 30     | 293   |
| 3     | NOR  | Geir Myhr Øien       | 29     | 103   |
| 4     | UKR  | Witalij Kyrytschenko | 29     | 110   |
| 5     | FIN  | Marko Määttälä       | 29     | 126   |
| 6     | CRO  | Zdenko Horjan        | 29     | 165,5 |
| 7     | EST  | Aleksei Laisev       | 29     | 273,5 |
| 8     | SLO  | Kreso Kerestes       | 29     | 337,5 |

PreO: 9. und 11. Juli 2014

Ort: Malga Millegrobbe und Campomuletto

Posten: 19 + 20

Maximale Zeit: 120 s + 95 s

### Mannschaft
| Platz | Land | Athleten                                             | Punkte | Zeit  |
| ----- | ---- | ---------------------------------------------------- | ------ | ----- |
| 1     | CRO  | Zdenko Horjan Ivo Tišljar Ivica Bertol               | 56     | 265   |
| 2     | SWE  | Marit Wiksell Michael Johansson Martin Fredholm      | 55     | 122   |
| 3     | LAT  | Guntars Mankus Janis Ruksans Andrejs Sulcs           | 52     | 263   |
| 4     | UKR  | Witalij Kyrytschenko Mykola Opanassenko Jehor Surkow | 51     | 211   |
| 5     | NOR  | Lars Jakob Waaler Martin Jullum Egil Sønsterudbråten | 50     | 121,5 |
| 6     | FIN  | Antti Rusanen Jari Turto Kari Pinola                 | 50     | 168   |
| 7     | CZE  | Tomáš Leštínský Libor Forst Pavel Dudík              | 50     | 280,5 |
| 8     | DEN  | Maria Krog Schulz Vibeke Vogelius Søren Saxtorph     | 49     | 240,5 |

PreO: 11. Juli 2014

Ort: Campomuletto

Posten: 20

Maximale Zeit: 95 s

## TempO
| Platz | Land | Athlet/in         | Punkte | Zeit  |
| ----- | ---- | ----------------- | ------ | ----- |
| 1     | NOR  | Martin Jullum     | 49     | 546,5 |
| 2     | FIN  | Lauri Kontkanen   | 49     | 576   |
| 3     | FIN  | Pinja Mäkinen     | 49     | 584,5 |
| 4     | FIN  | Antti Rusanen     | 49     | 605,5 |
| 5     | SWE  | Marit Wiksell     | 49     | 680,5 |
| 6     | CZE  | Tomáš Leštínský   | 49     | 741   |
| 7     | JPN  | Naohiro Yamaguchi | 49     | 746   |
| 8     | NOR  | Geir Myhr Øien    | 49     | 759,5 |

TempO: 7. Juli 2014

Ort: Qualifikation in Alberé di Tenna und Finale in Levico Terme

Posten: 6 + 5

Aufgaben: 24 + 25

## Medaillenspiegel
| Platz | Land                   | Gold | Silber | Bronze | Gesamt |
| ----- | ---------------------- | ---- | ------ | ------ | ------ |
| 1     | Schweden               | 1    | 3      | –      | 4      |
| 2     | Lettland               | 1    | –      | 1      | 2      |
| 2     | Norwegen               | 1    | –      | 1      | 2      |
| 4     | Kroatien               | 1    | –      | –      | 1      |
| 5     | Finnland               | –    | 1      | 1      | 2      |
| 6     | Vereinigtes Königreich | –    | –      | 1      | 1      |